# Scapanus anthonyi
Scapanus anthonyi — вид ссавців родини кротових (Talpidae). Він ендемічний для Нижньої Каліфорнії в Мексиці, де поширений лише у високогір'ї гірського хребта Сьєрра-де-Сан-Педро-Мартір. Його видовий епітет посилається на натураліста Альфреда Вебстера Ентоні.
Раніше вважалося, що він є підвидом S. latimanus, але тепер його розділено на два різні види, південним таксоном яких є S. occultus. У 2021 році філогенетичний аналіз підтвердив його відмінність і виявив, що він є найбільш основним представником роду Scapanus.
Цей вид мешкає в екорегіоні сосново-дубових лісів Сьєрра-Хуарес і Сан-Педро-Мартір. Попри те, що середовище його проживання охороняється, велика кількість великої рогатої худоби пасеться в цьому районі та руйнує кротові ходи.